# Barbara Kunicka-Michalska
Barbara Franciszka Kunicka-Michalska (ur. 4 stycznia 1937 w Lublinie, zm. 8 grudnia 2024) – polska prawniczka, karnistka, profesor nauk prawnych.

## Życiorys
Studiowała prawo na Uniwersytecie Marii Curie-Skłodowskiej w Lublinie, w 1966 r. obroniła pracę doktorską, w 1973 r. habilitowała się. W 1985 r. otrzymała tytuł profesora nauk prawnych.
Pracowała w Europejskiej Wyższej Szkole Prawa i Administracji w Warszawie i w Instytucie Nauk Prawnych PAN. Była promotorem jednej pracy doktorskiej.

## Odznaczenia
- Krzyż Kawalerski Orderu Odrodzenia Polski (1996)[5]